# Clarence Lucas
Clarence Lucas   (Smithville, 19 d'octubre de 1866 - Sèvres, 1 de juliol de 1947) va ser un compositor, lletrista, director d'orquestra i professor de música canadenc.
Lucas va néixer en sis nacions de la Reserva, (Ontario) on era un estudiant de Romain-Octave Pelletier I. Va ser professor al "Toronto College of Music", i a l'Utica, (Nova York), i va ser director musical al "Wesleyan Ladies College" de Hamilton, (Ontario). A Londres, va ensenyar alumnes en composició, va fer correcció de proves per a l'edició Chappel, i va ser corresponsal i redactor després de la revista "Musical Courier" que després va continuar des de Nova York i París. A Sèvres, als afores de París, Lucas es va independitzar com a transcriptor, arreglador, lletrista i traductor de música. També va col·laborar a "Etude", un periòdic musical.
Lucas va dirigir obres de George Frideric Handel, Michael Costa, Edvard Grieg, George M. Cohan i altres. Va recórrer les illes britàniques com a director de direcció per al musical irlandès Peggy Machree, i als Estats Units per al "Grieg's Peer Gynt".
La primera esposa de Lucas va ser una pianista anglesa, Clara Asher. La seva segona esposa va ser Gertrude Pidd, música. Va tenir un fill, el compositor i director de direcció britànic Leighton Lucas (1903 - 1982).
A principis dels anys 1900, Lucas va compondre l'Overture Macbeth, una peça inspirada en l'obra de Shakespeare. L'obra no s'havia representat gairebé en 100 anys, fins al juliol de 2018, on la música va ser orquestrada i gravada per l'Orquestra Symphonova, per marcar el sesquicentenari canadenc. LObertura Macbeth es troba a la col·lecció La Patrie - El nostre Canadà, distribuïda pel "Canadian Music Center".
Va ser autor de "The Story of Musical Form" (1908, Londres).
Lucas va compondre música per a veu, cor, orgue, piano i orquestra. Va escriure obertures, cantates, simfonies, òperes, música de cambra, cançons per a musicals, lletres de cançons populars i cançons d'art.
Va morir el 2 de juliol de 1947 a París i és enterrat a Sèvres.

## Obres més notables
- The Money Spider (opera, vers 1897)
- Overture for Shakespeare's As You Like It, (1899)
- Overture for Shakespeare's Macbeth, (1900)[4]
- Overture for Shakespeare's Othello
- Prelude and Fugue, Opus 38
- The Birth of Christ (cantata, 1901)
- Peggy Machree (musical, 1904)
- The Song of Songs (lyrics, 1914)
- The Perfect Song (lyrics)